# Coenobothrus bipartitus
Coenobothrus bipartitus är en mångfotingart som först beskrevs av Carl Oscar von Porat 1894.  Coenobothrus bipartitus ingår i släktet Coenobothrus och familjen Odontopygidae. Inga underarter finns listade i Catalogue of Life.